# Leptobunus
Genre
Synonymes
- Liomitopus Schenkel, 1951

Leptobunus est un genre d'opilions eupnois de la famille des Phalangiidae.

## Distribution
Les espèces de genre se rencontrent dans l'Ouest de l'Amérique du Nord et aux îles Komandorski.

## Liste des espèces
Selon World Catalogue of Opiliones (02/05/2021) :
- Leptobunus (Leptobunus) Banks, 1893
  - Leptobunus borealis Banks, 1899
  - Leptobunus californicus Banks, 1893
  - Leptobunus pallidus Cokendolpher, 1985
- Leptobunus (Slimlepto) Cokendolpher & Holmberg, 2018
  - Leptobunus aureus Cokendolpher, 1985
  - Leptobunus parvulus (Banks, 1894)

## Publications originales
- Banks, 1893 : « The Phalanginae of the United States. » The Canadian Entomologist, vol. 25, p. 205–211 (texte intégral).
- Cokendolpher & Holmberg, 2018 : « Harvestmen of the family Phalangiidae (Arachnida, Opiliones) in the Americas. » Special Publications Museum of Texas Tech University, vol. 67, p. 1-44.